# Зимьонки (обсерваторія)
Радіоастрономічна станція «Зимьонки» — покинута обсерваторія в селі Зимьонки Кстівського району Нижегородської області в Росії. Підпорядкована Науково-дослідному радіофізичному інституту в Нижньому Новгороді.

## Історія
Обсерваторія була заснована в 1947 році.
У 1964 році за допомогою радіотелескопів обсерваторії через космос були прийняті телеграфні повідомлення та зображення з англійської обсерваторії Джодрел-Бенк у міжнародному експерименті з космічного радіозв'язку між англійською обсерваторією та станцією Зимьонки через американський супутник.
У 1968—1969 роках у Зимьонках на РТ-15 проводилися спостереження за програмою «Галактика» — пошук вузькосмугових радіосигналів від іншопланетних цивілізацій. Досліджувалися 11 зір сонячного типу, розташовані в радіусі 100 світлових років від Сонця, і галактика Андромеди.
Обсерваторія досліджувала фізику сонячних спалахів, великомасштабні неоднорідності у сонячній короні та міжпланетному середовищі, проводила радіомоніторинг сонячної активності на базі комплексу малих радіотелескопів, досліджувала іоносферу Землі та динаміку нижньої атмосфери Землі.
До консервації станції у 2000-х роках на її території знаходилося кілька радіотелескопів. Найбільший — РТ-15-1, — за спогадами очевидців, можна було побачити з Волги. До 2010-х років зберігся лише один радіотелескоп — РТ-15-2. Станом на початок 2010-х років всі об'єкти та будинки обсерваторії були покинуті, територія не охоронялася.
2014 року на станції, на базі радіотелескопа РТ-15-2, стартував проєкт з використання радіозв'язку на ультракоротких хвилях, у тому числі за технологією EME з використанням Місяця як відбивача. У рамках проєкту огороджено та взято під охорону майданчик радіотелескопа та будівлі обслуговування, проведено роботи з відновлення інфраструктури та обладнання.

## Керівники обсерваторії
- Т. С. Підстригач — керівник лабораторії (станції)[3]

## Інструменти обсерваторії
- Радіотелескоп РТ-15-1 (демонтований близько 2008 року) — повноповоротний
- Радіотелескоп РТ-15-2 — повноповоротний
- Стандартна імпульсна іоносферна станція або іоносферна антена для впливу на іоносферу потужним неперервним випромінюванням з ефективною потужністю 15 МВт (вступила в дію навесні 1973 року, на даний момент зруйнована)[1]
- Серія малих параболічних радіотелескопів (менше 15 метрів у діаметрі, на даний момент зруйновані)
- Приймальний пункт РНДБ у складі міжнародної мережі РНДБ
- Радіотелескоп Крауса — нерухоме прецизійне параболічне дзеркало розміром 25 м х 2 м[4] для спостережень в міліметровому діапазоні хвиль (1—4 мм).
- Середньобазовий радіоінтерферометр «Стара Пустинь (РТ-14) — Зимьонки (РТ-15)»[5]